# Боа (шарф)

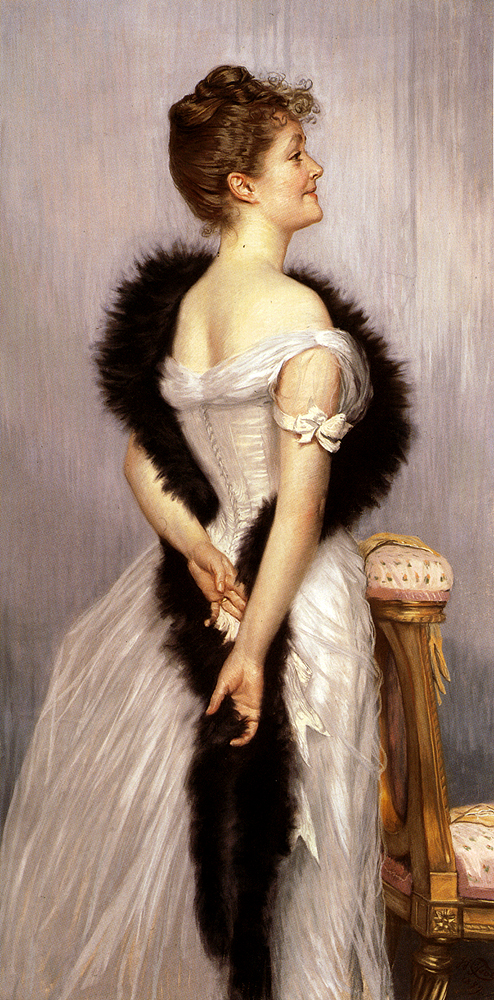
Джеймс Тіссо - Віконтеса Де Монморанд (1889)

Боа — довгий вузький шарф з хутра або пір'я.

## Етимологія
Назву взято з французької мови. Походить від лат. boa (constrictor), досл. «змія-душитель», тобто удав.
Був особливо модний в епоху розквіту романтизму і на рубежі XIX і XX століть.

## Історія
Боа з пір'я вперше згадуються близько 1820 року, але його носили ще на початку XVII століття. Носіння боа з пір'я входило і виходило з моди багато разів за ці роки. Боа з пір'я то мало репутацію елегантної прикраси, то відносилося до вульгарного одягу.
Боа з пір'я було дуже модним: в пізню вікторіанську епоху, в епоху короля Едуарда, в період між 1890 і 1915 роками, в 1920-ті роки. Боа знову увійшло в моду в 1970-і роки під час популярності глем-року і диско, потім наприкінці 1990-х і на початку 21-го століття.
Артисти давно використовували боа з пір'я в якості частини їхнього одягу. Любителями боа були: Айседора Дункан, Мей Уест, Десі Вентура, Марк Болан, Біллі Грем, Халк Хоган, Селія Крус, Шер, Елтон Джон та ін.

## Конструкція
Боа можуть бути виготовлені з хутра, але, зазвичай, виготовляються з різних типів пір'я. Пір'я або знебарвлюють, або фарбують у потрібний колір, потім склеюють і скріплюють окремими частинами (так званий «шар»). Боа може важити від 65 до 200 грамів. Чим більше шарів, тим більш пухнасті і товсті боа. Боа, зазвичай, оцінюють за вагою, довжиною та шарів.

## Типи боа
- Страусиний — з довгих тонких страусиних пір'їн.
- Індичка — з пір'я індички.
- Марабу — з пір'я марабу.

## Галерея

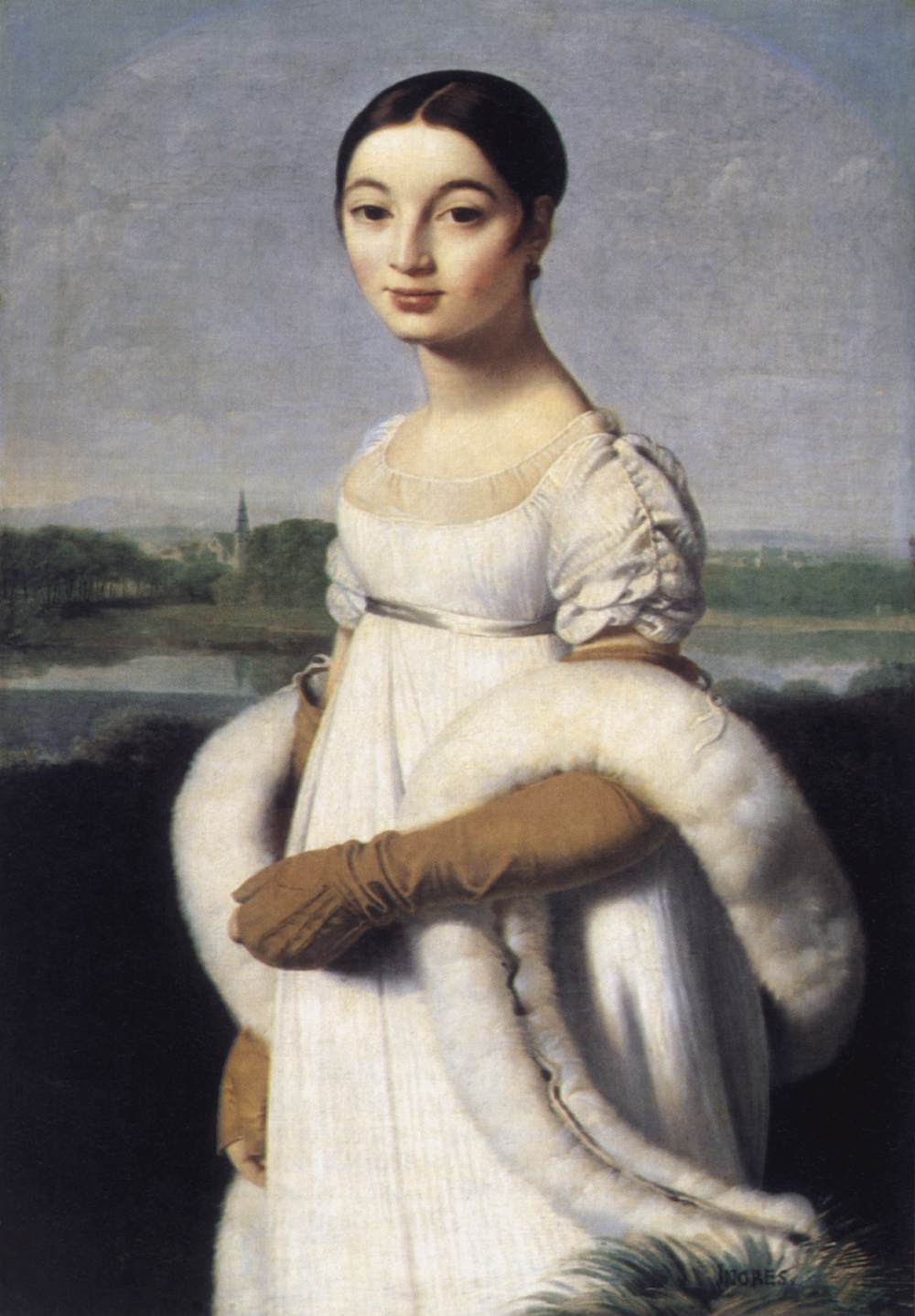
Жан Огюст Домінік Енгр «Портрет мадемуазель Каролін Рів'єр», 1806
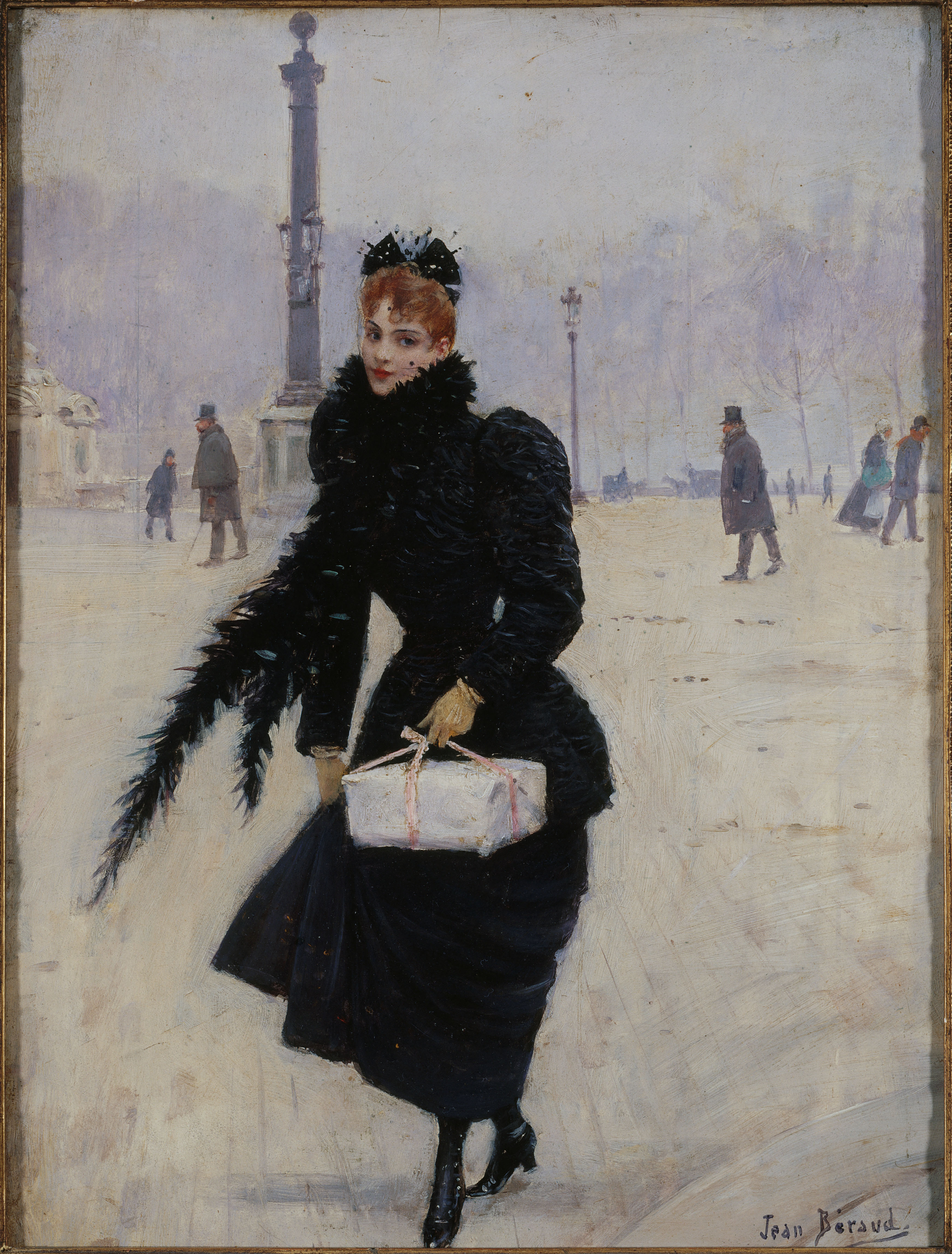
Жан Беро - Парижанка на Площі Згоди (бл. 1885)
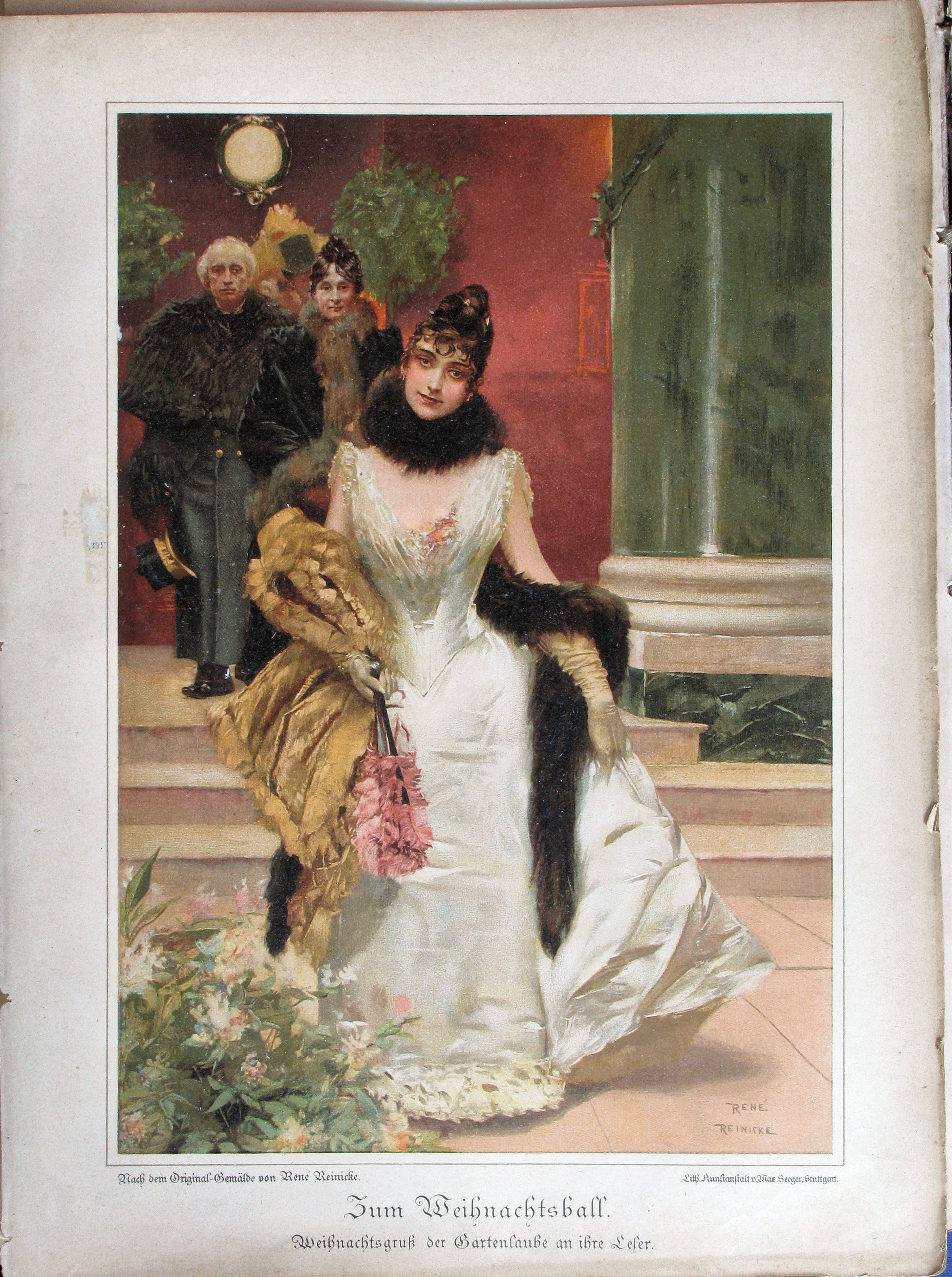
Учні Ернста Кейля, «Альтанка», 1890
Анрі Фантен-Латур «Портрет Соні», 1890
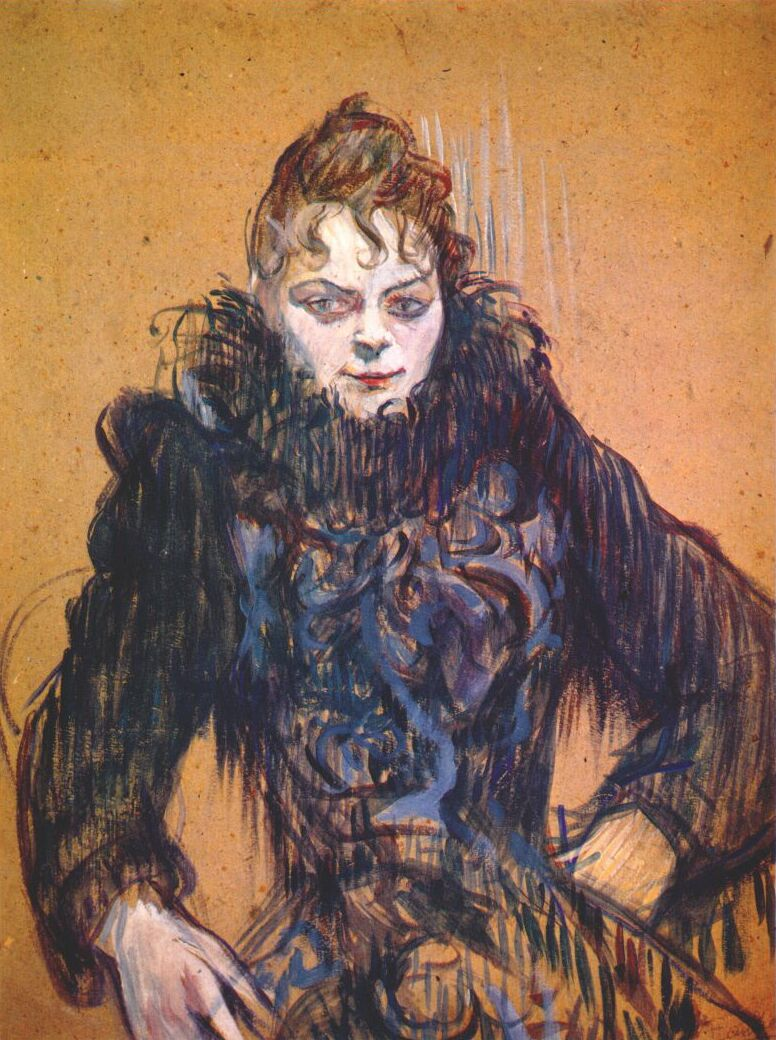
Анрі де Тулуз-Лотрек «Жінка в чорному боа», 1892 рік